# Церква Святої Параскеви П'ятниці (В'юнище)

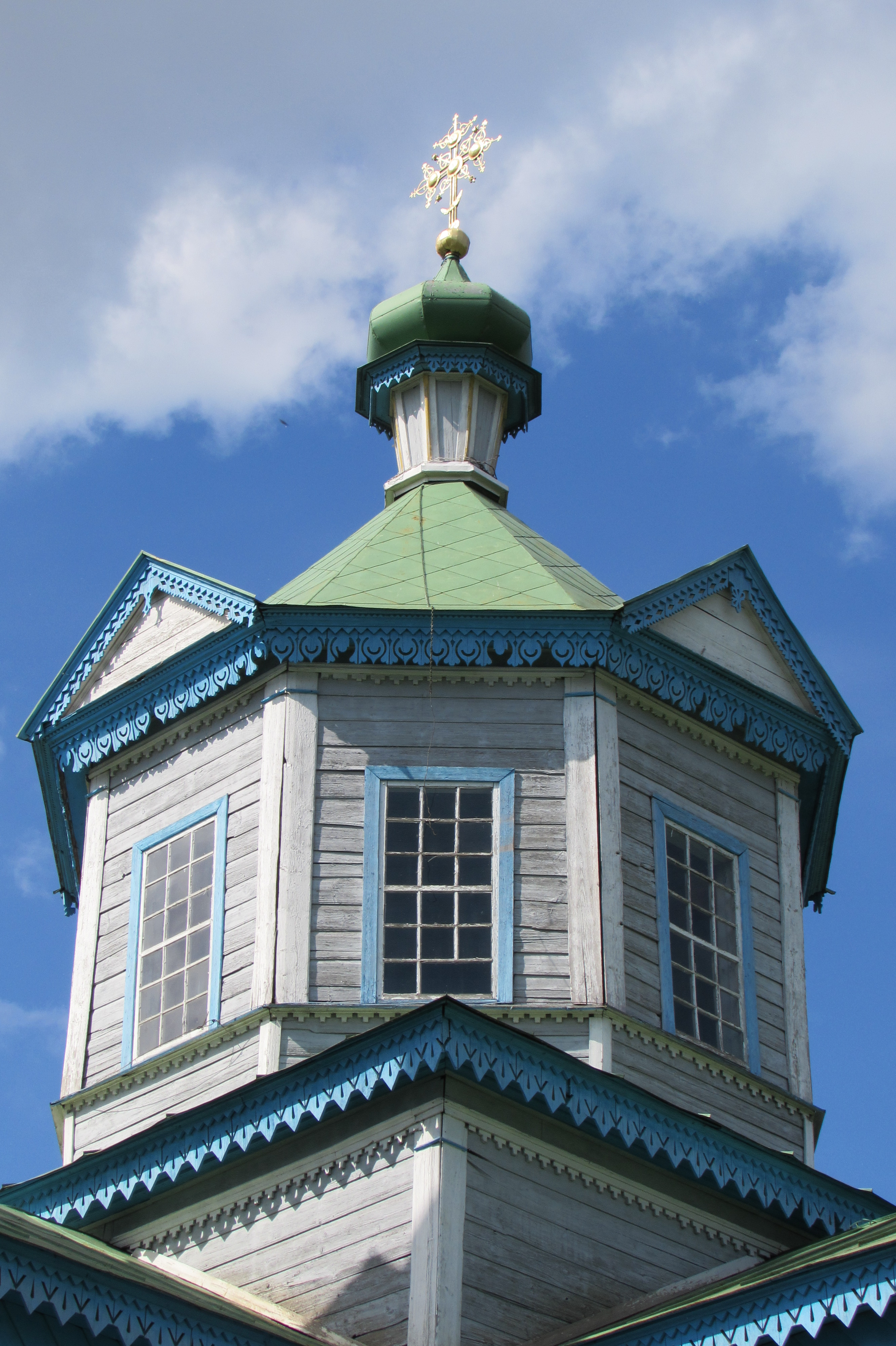

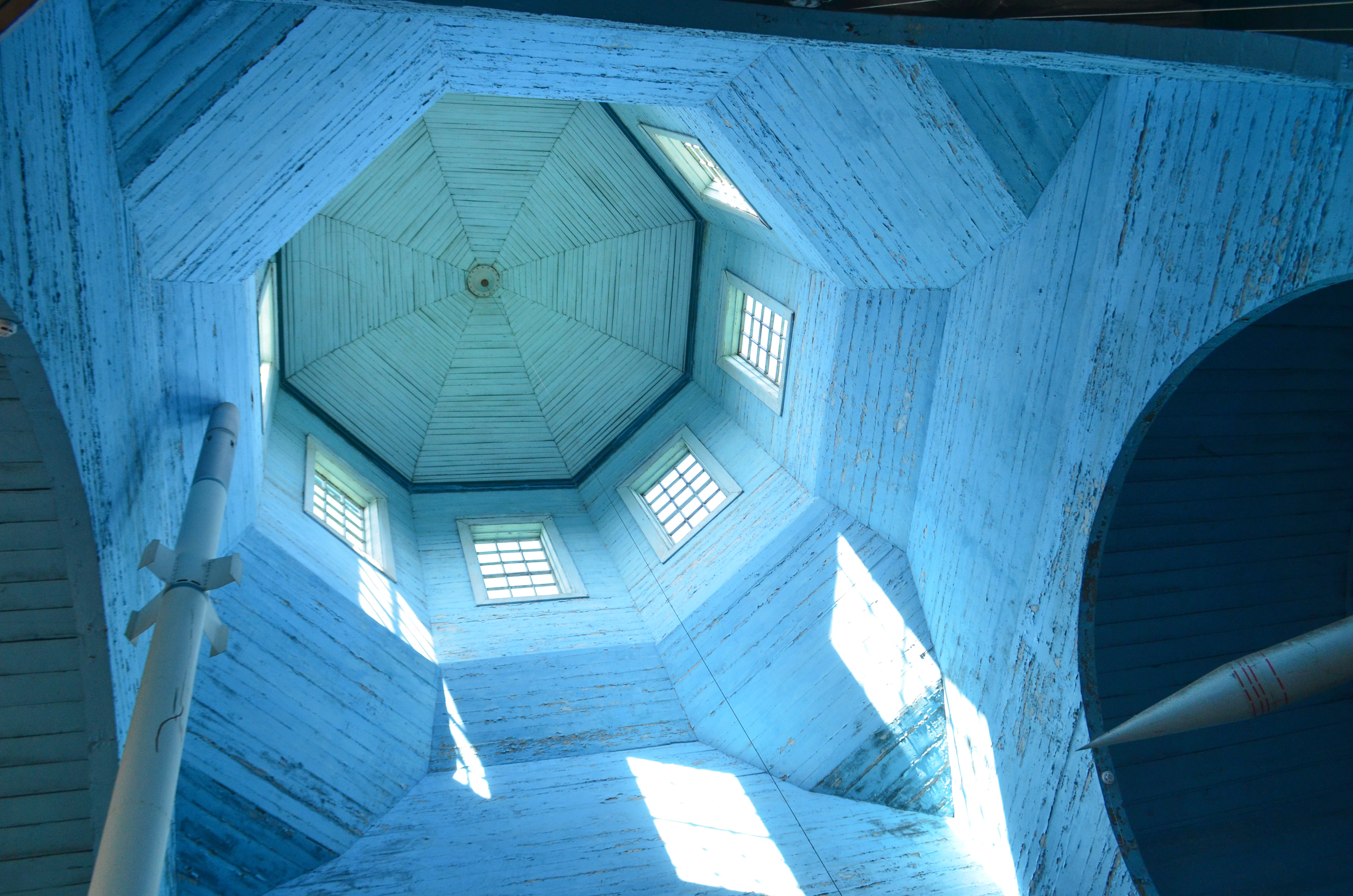

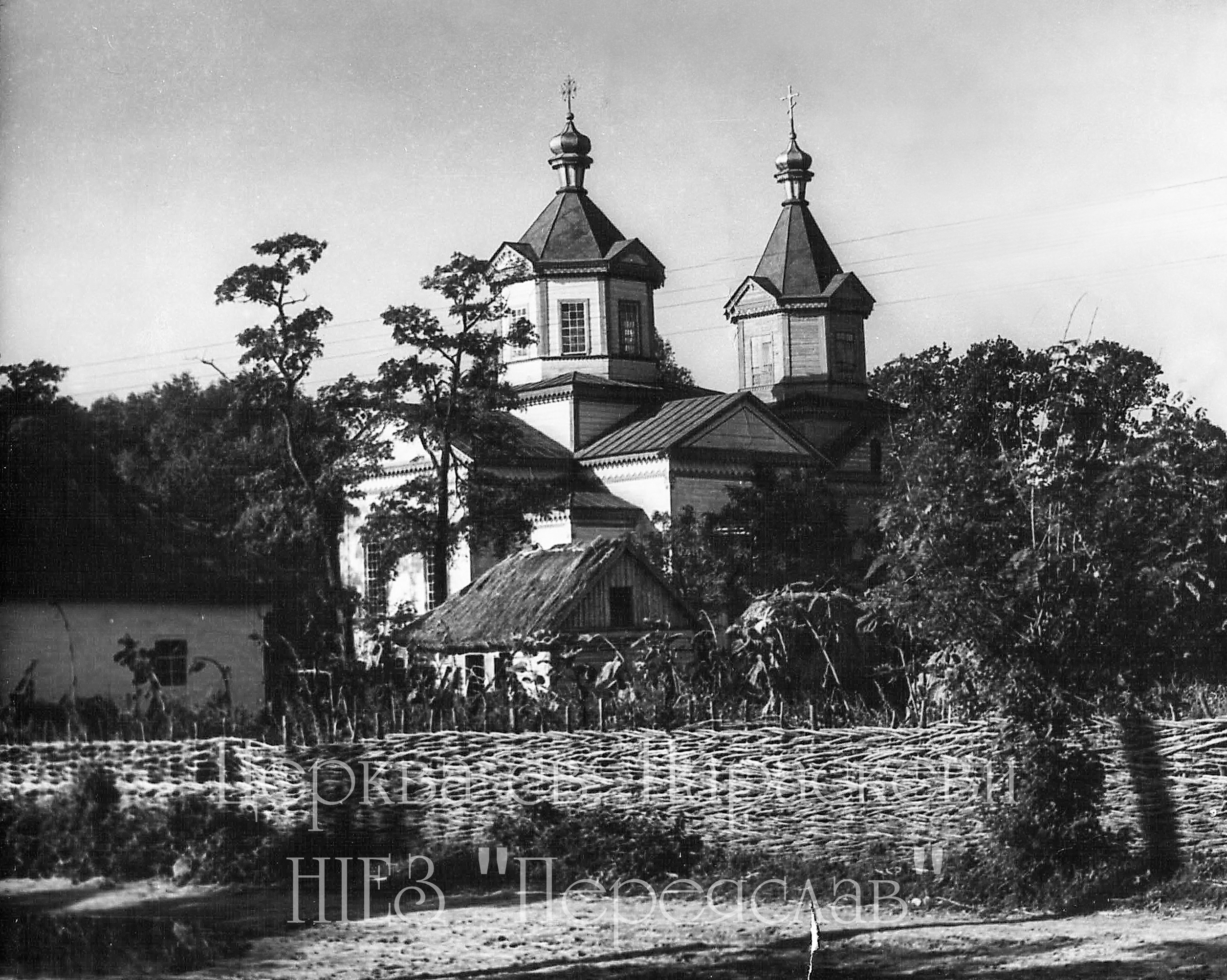
Краєвид с. В'юнище 60-ті рр. ХХ ст.

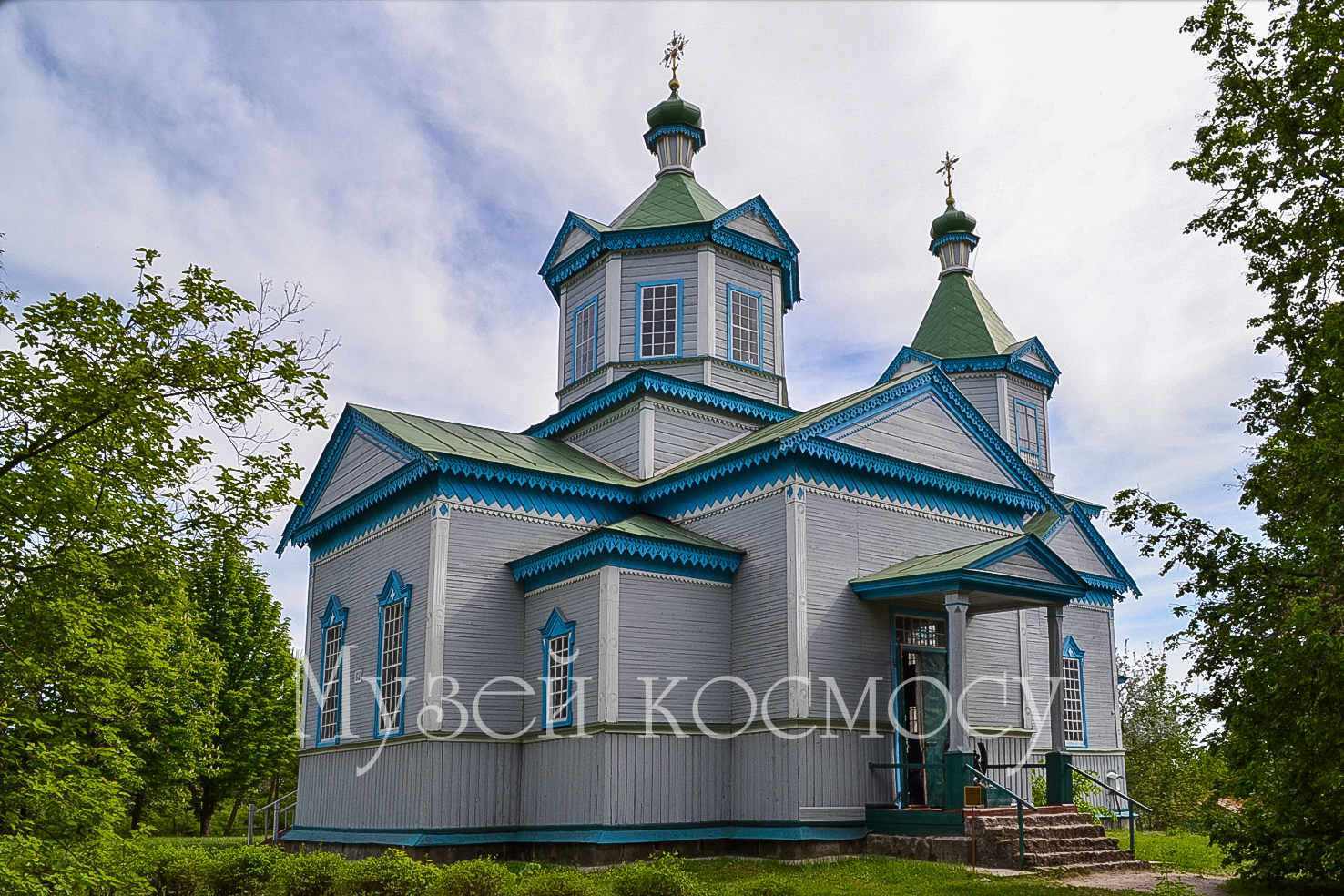

Церква Святої Параскеви П'ятниці — пам'ятка сакральної архітектури, дерев'яна церква із села В'юнище, Переяславського повіту (згодом — Переяславського району). Споруджено 1891 року, у 1971 році її перевезли із села, яке планували затопити через спорудження Канівського водосховища до Переяслава-Хмельницького. З 1979 року у її приміщенні розташована експозиція Музею космосу.

## Архітектура
Церква одноверха, у плані хрещата. Встановлена на кам'яних брилах, які покладені одна на одну на певній відстані, а вже потім навкруги викладено цоколь. Збудована разом з дзвіницею із соснових тесаних плах і вкрита шалівкою. Усі рукави (притвори) у плані чотиригранники та мають однакову висоту. Ґанки влаштовані з трьох боків. Ґанок з південно-східного рукава втрачений під час перевезення та встановлення споруди.
З півдня та півночі міжраменні кути заповнені квадратними прибудовами, які всередині сполучаються з вівтарем. Зруб головної нави високий і вищий за бокові, але четверик зовні виділяється від рамен у вигляді низької призми тільки на висоті гребенів раменних дахів. Коротким різким заломом четверик переходить у помірний ошатний восьмерик. Фронтони та заломи четверика та восьмерика чітко окреслені карнизами. Ґранчастим стрімким невисоким дахом перекрито восьмерик. На чотирьох, орієнтованих на всі сторони світу, гранях — гострі трикутні фронтони.
Вивершує баню невисокий і розширений до верху глухий ліхтар. На ньому утримується цибуляста главка з кулею і хрестом. Великі, прямокутної форми вікна (по 32 шибки у вікні) розташовані на нижніх ярусах зрубу і прикрашені лиштвами з трикутними фронтончиками. Споруда має чотири входи: з півдня, півночі, заходу, сходу.
Восьмерик дзвіниці розташований над четвериком і має однакові з головною банею форми. Віконні отвори дзвіниці служать слухами. Вся споруда обшита шалівкою і пофарбована у синій колір.
Розміри
- Притвор: довжина — 6,9 м, ширина — 6,7 м, площа — 47,50 м².
- Нава: довжина — 6,7 м, ширина — 16,3 м, площа — 111,7 м².
- Вівтар: довжина — 4,9 м, ширина — 6,7 м, площа — 34 м².
- Ризниця, довжина — 2,9 м, ширина — 2,9 м, площа — 8,4 м².
- Паламарня: довжина — 2,9 м, ширина — 2,9 м, площа — 8,4 м².
- Дзвіниця: довжина — 4,9 м, ширина — 6,7 м, площа — 32,83 м².

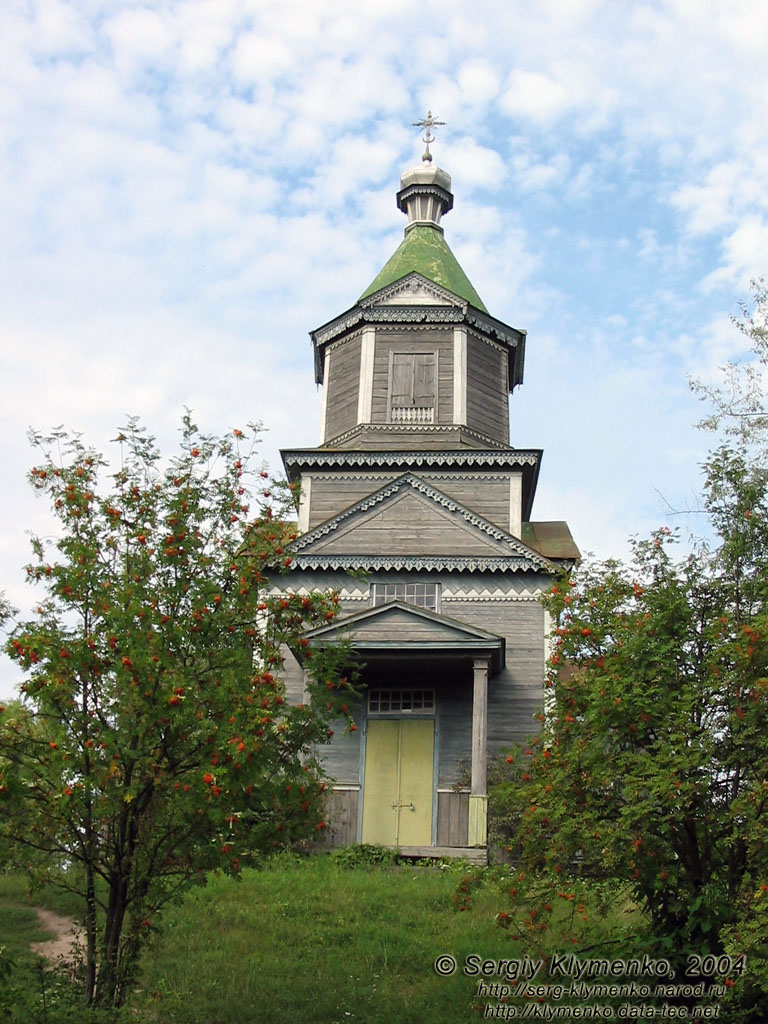
Липень 2004
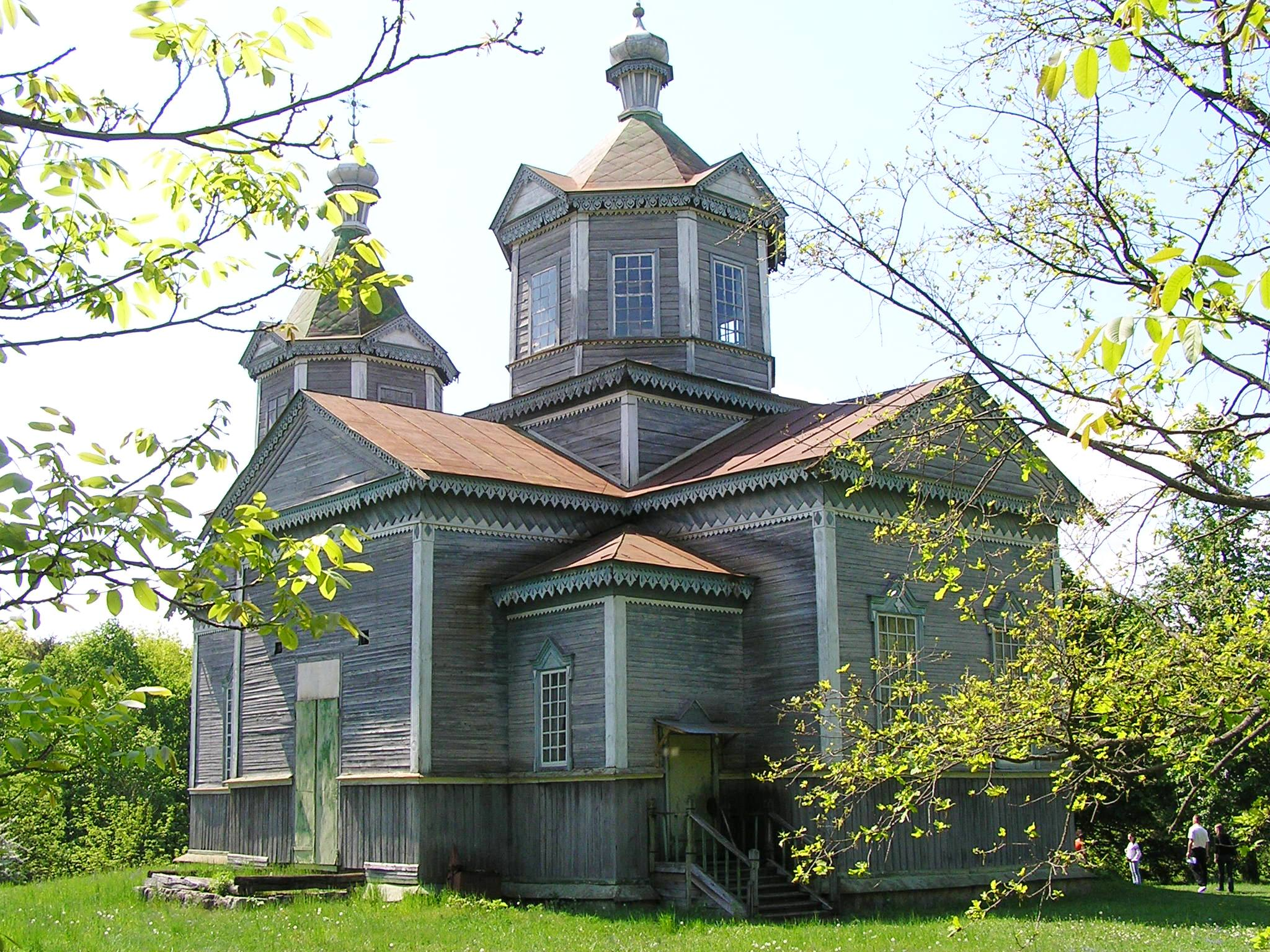
Травень 2010
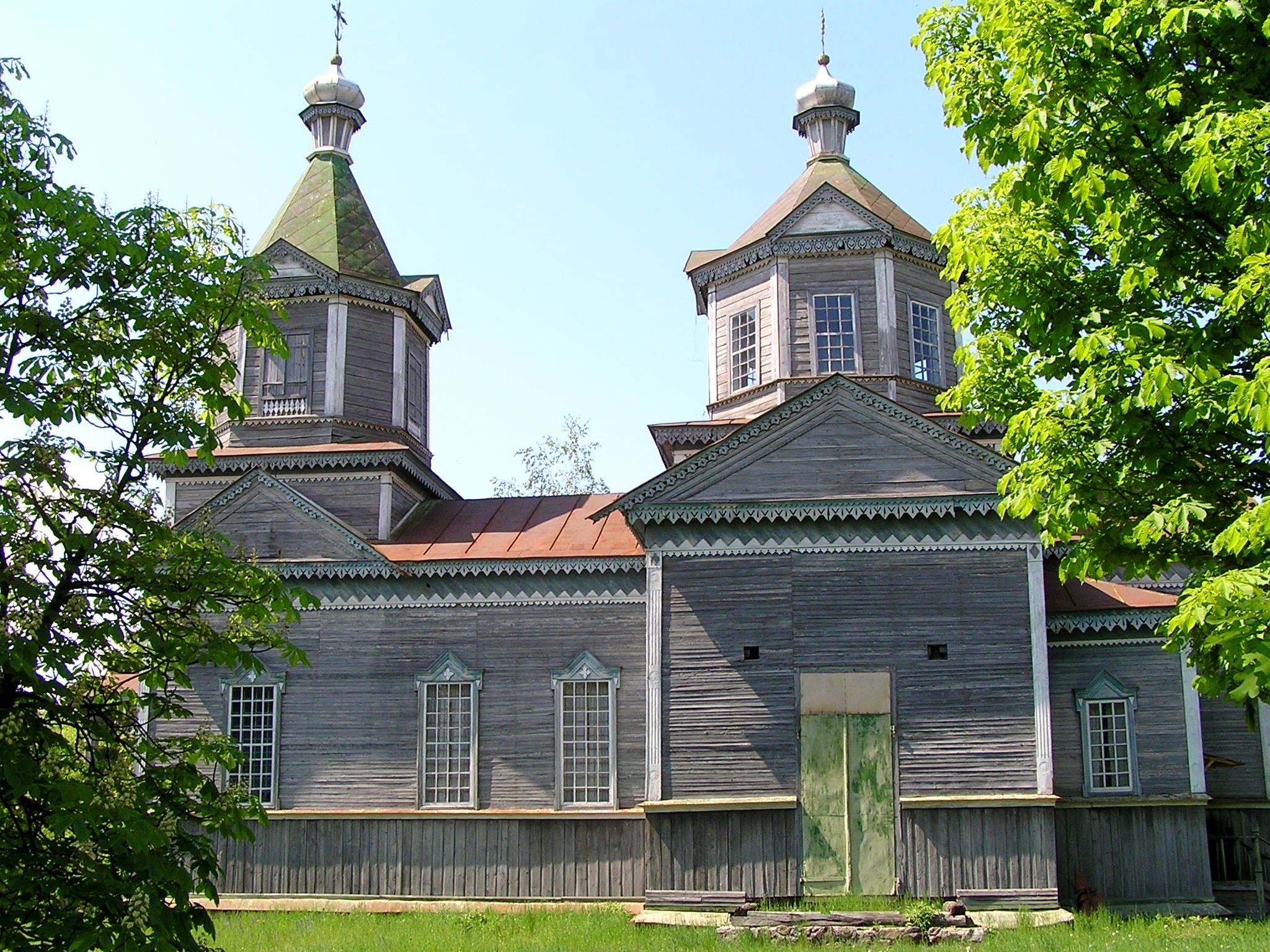
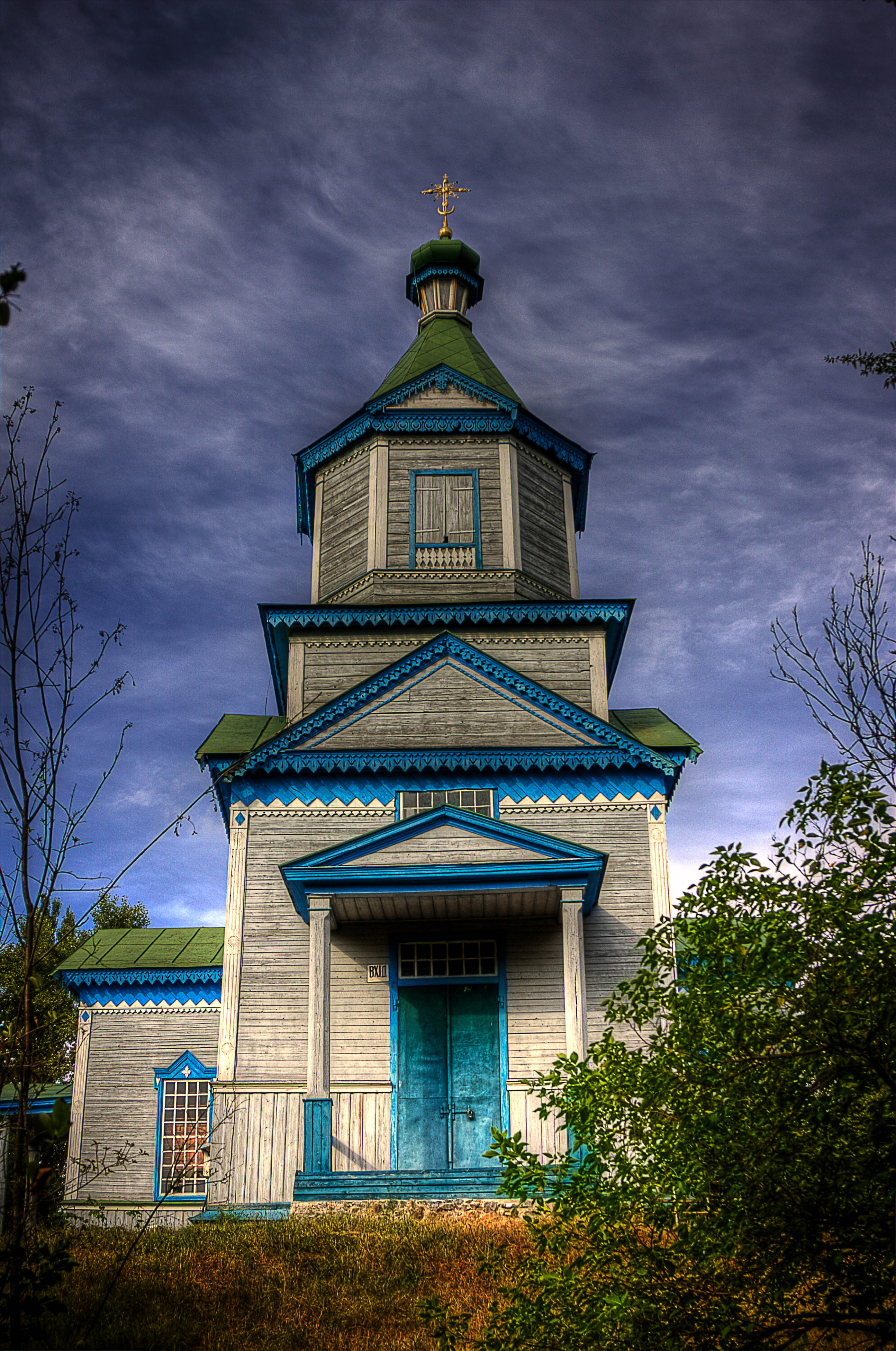
Серпень 2014
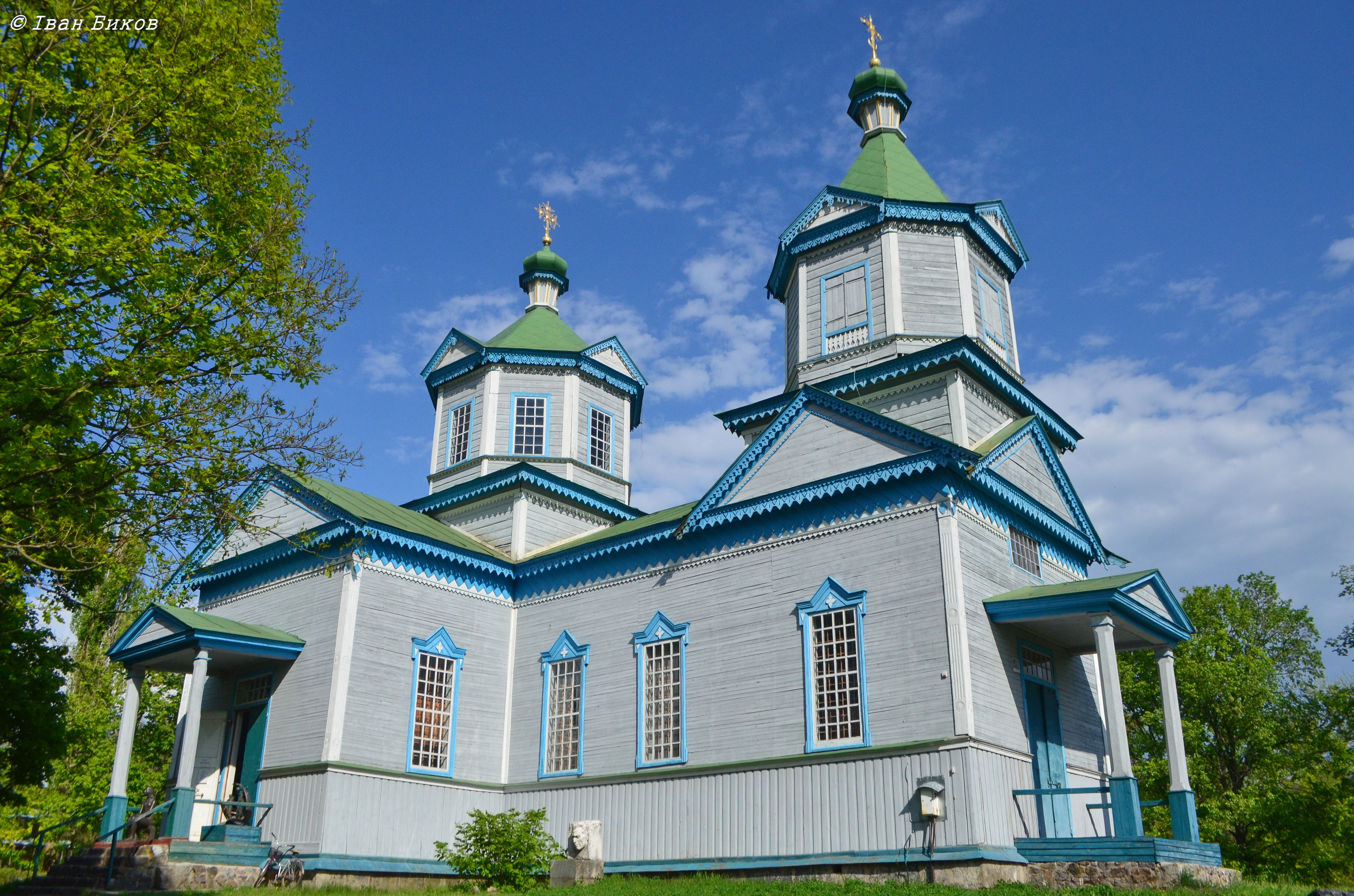
Травень 2015
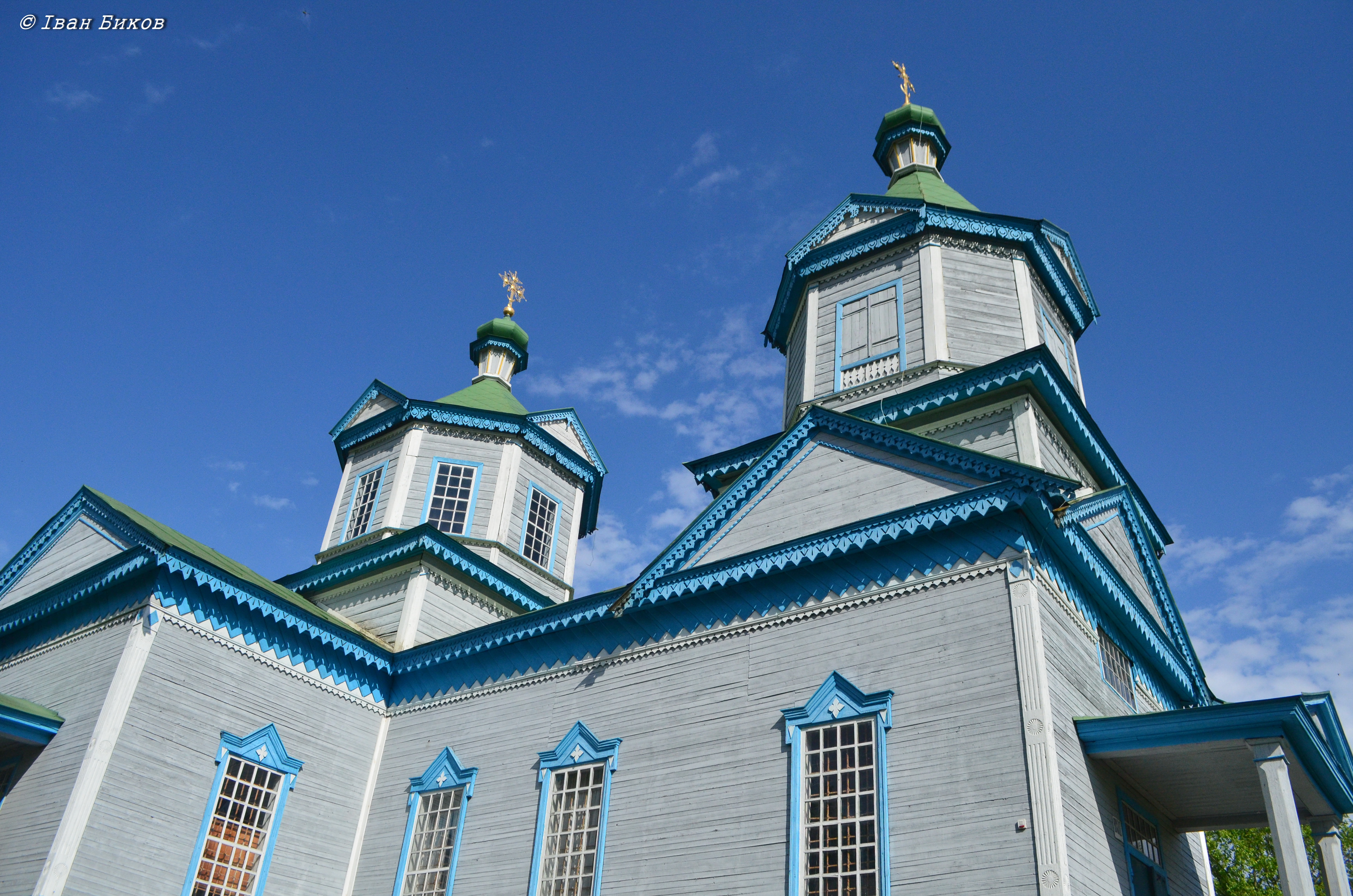

## Історичні відомості
Перша церква у селі була споруджена після 1708 року, на її місці заклали храм 1786 року, який розібрали 1891 року. І на цьому ж місці було споруджено церкву Святої Параскеви П'ятниці. Її звели за кошти парафіян та церковні заощадження. На відміну від двох попередніх, вона була побудована разом із дзвіницею. З 10 лютого 1892 р., завдяки клопотанням священника церкви Антонія Піснячевського, при церкві діяла церковнопарафіяльна школа. Таким чином, на квартирі у останнього розпочали навчання 26 хлопців та 14 дівчат.
У 1902 р. до церкви св. Параскеви було приписано 1609 душ дорослого населення (не лише жителів с. В'юнище, а також с. Городища). У 1912 р. кількість парафіян складала 1438 душ. Протягом 1925—1926 рр. у с. В'юнище при церкві було зареєстровані слов'янська та автокефальні громади. Наприкінці 1930-х рр. церква була закрита. Приміщення почали використовувати як зерносховище.
У 1942 р. у храмі відновили службу. Вже у 1960 р. церква знову була зачинена. У 1968 р. с. В'юнище потрапило у зону затоплення. У 1971 рр. церква була перевезена до Музею народної архітектури та побуту Середньої Наддніпрянщини.

### Настоятелі церкви
- 1736 —1749 рр. — священник Михайло Мартинов;
- 1771 р. — священник Василь Чаруковський;
- 1784 р. — священник Прохор Чаруковський;
- 1865 р. — священник Андрій Базилевич;
- 1889 р. — священник Іоанн Григорович;
- 1892 р. — священник Антоній Піснячевський;
- 1895 р. — священник Миколай Діаконенко;
- 1902 —1912 — священник Стефан Лук'янов;
- Середина 1920-х рр. — священник Сергій Бурбеза;
- 1930 р. — священник Іван Чижевський.

## Музей космосу
Лише 1973 року церкву встановили на природному підвищенні рівнинного плато лесової тераси у межах Музею архітектури на побуту Середньої Наддніпрянщини. У другій половині 1970-х років у приміщенні церкви розпочалася робота із створення експозиції Музею світопізнання та мирного освоєння космосу (з 2003 р. перейменований на Музей космосу).